# 谢赫布尔县
谢赫布尔县（Sheikhpura district）是印度比哈爾邦的一個縣，位於該國東北部，面積689平方公里，識字率為65.96%，2011年人口634,927，人口密度每平方公里922人。

## 外部連結
- Sheikhpura Information Portal
- The official website of Sheikhpura District of Bihar（页面存档备份，存于）

25°07′48″N 85°51′00″E / 25.13000°N 85.85000°E